# Federico Silva Muñoz
Federico Silva Muñoz (Benavente, província de Zamora, 28 d'octubre de 1923 - Madrid, 12 d'agost de 1997) va ser un polític espanyol, ministre d'Obres Públiques (7 de juliol de 1965 - abril de 1970) en el règim de Francisco Franco.

## Carrera
Doctor en Dret per la Universitat de Madrid amb premi extraordinari. Va ingressar per oposició, simultàniament, en el Cos d'Advocats de l'Estat i en el de Lletrats del Consell d'Estat d'Espanya. Casat amb Rosario Lapuerta, va tenir nou fills. El seu cos va ser enterrat en la cripta neoromànica de la Catedral de l'Almudena de Madrid.
Professor d'Economia Política de la Facultat de Dret de la Universitat de Madrid, Director dels cursos de Sociologia de la Universitat Internacional Menéndez Pelayo de Santander, Professor de l'Escola d'Estudis Tributaris i Professor de la Universitat Santa María de la Rábida, a Huelva.
Membre de l'Associació Catòlica de Propagandistes, ha ocupat la Vicepresidència d'aquesta Associació.
President dels Patronats del Col·legi Major Universitari San Pablo CEU, del Centre d'Estudis Universitaris i Vocal del Consell Superior d'Ensenyament de l'Església. Membre de la Comissió Permanent de l'Institut d'Estudis Polítics, de Madrid; membre de diverses Comissions del Pla de Desenvolupament; Vicepresident de la Secció Tercera de Política Fiscal i de Crèdit de la Càmera Oficial de Comerç, de Madrid, i Vocal de la Junta de Govern de l'escola de Ciutadania Cristiana.
Membre corresponent de la Reial Acadèmia de Jurisprudència i Legislació, i membre de nombre de l'Acadèmia d'Arts i Lletres de San Dionisio, a Jerez de la Frontera.

## Ministeri
En 1966 va resoldre el problema del calat del port d'Isla Cristina en començar, en la seva època de ministre d'Obres Públiques, el projecte de construcció dels dics en ambdues marges de la ria Carreras per evitar l'acumulació de sediments que reduïen el seu calat.
Va dimitir com a Ministre en 1970 ocupant posteriorment la Presidència de CAMPSA.
En la Transició, va conformar la terna de candidats a substituir Carlos Arias Navarro després de la seva dimissió, completada amb Adolfo Suárez, que va acabar sent el triat pel Rei, i Gregorio López-Bravo; a més, va participar en la fundació d'Aliança Popular, sent un dels anomenats Set Magnífics. Fou elegit diputat per Zamora a les eleccions generals espanyoles de 1977. En els anys 1980 va participar en la revista Razón Española.

## Condecoracions
Entre les seves nombroses condecoracions, figuren: La Medalla francesa del Mèrit, la Medalla d'Or amb caràcter extraordinari de la Diputació de Barcelona, la Medalla d'Or de Madrid, Medalla d'Or de la Ciutat de Huelva i la Gran Creu de Carles III.